# Хейдън Уайт
Хейдън Уайт (на английски: Hayden White, р. 12 юли 1928, Мартин, Тенеси) e американски историк, почетен професор на Калифорнийския университет в Санта Круз, след като преди това се пенсионира като професор по сравнително литературознание в Станфордския университет.

## Биография
През 1951 г. Хейдън Уайт получава бакалавърска степен в университета Уейн в Детройт (където негов тютор по история е проф. Уилям Бозенбрук), а магистърската (1952) и докторската си степен (1956) дължи на Мичиганския университет.
През 1973 г. от печат излиза най-прочутата му книга Метаистория: Историческото въображение в Европа през 19 век. В този труд проф. Уайт разглежда реторическите качества на историческото повествование на най-големите историци на XIX век и стига до извода, че в тях с цел постигането на цялост и насоченост на повествованието се използват литературни похвати. Става дума за литературоведски, по-точно реторически анализ на историографски текстове – така, сякаш са романи или стихотворения. Важното обаче тук също е, че за проф. Уайт тези литературни похвати служат за попълването на недостига от факти, както и за морализирането на историографското повествование. Под влияние на структурализма той построява цяла система на употребата от историците на основните четири реторически тропи – метафората, метонимията, синекдохата и иронията – със съответните им идеологии, типове сюжети (на английски: emplotment), форми на аргументация и емоционални императиви. Тази книга на Хейдън Уайт се смята за крайъгълен камък в „лингвистичния обрат“ в историческата наука от края на ХХ век.
| Троп      | Модус                 | Тип сюжет | Аргументация     | Идеология     | Историк  | Философ |
| --------- | --------------------- | --------- | ---------------- | ------------- | -------- | ------- |
| Метафора  | Репрезентационалистки | Романс    | Формална         | Анархистична  | Мишле    | Ницше   |
| Метонимия | Редукционистки        | Трагедия  | Механицистка     | Радикална     | Токвил   | Маркс   |
| Синекдоха | Интегративен          | Комедия   | Органицистка     | Консервативна | Ранке    | Хегел   |
| Ирония    | Негативистки          | Сатира    | Контекстуалистка | Либерална     | Буркхарт | Кроче   |

### Авторски книги
- The Emergence of Liberal Humanism. An Intellectual History of Western Europe, vol. I: From the Italian Renaissance to the French Revolution (Възникването на либералния хуманизъм. Интелектуална история на Западна Европа, т.I: От Италианския ренесанс до Френската революция). New York: McGraw-Hill, 1966. as co-author with Willson Coates and J. Salwin Schapiro.
- The Ordeal of Liberal Humanism: An Intellectual History of Western Europe, vol. II: Since the French Revolution (Изпитанието на либералния хуманизъм: Интелектуална история на Западна Европа, т. II: След Френската революция). New York: McGraw-Hill, 1970. as co-author with Willson Coates.
- The Greco-Roman Tradition (Гръко-римската традиция). New York: Harper & Row, 1973.
- Metahistory: The Historical Imagination in Nineteenth-Century Europe (Метаистория: Историческото въображение в Европа през 19 век). Baltimore: The Johns Hopkins University Press, 1973.
- Tropics of Discourse: Essays in Cultural Criticism (Тропиците на дискурса: Есета по културна критика). Baltimore: The Johns Hopkins University Press, 1978.
- The Content of the Form: Narrative Discourse and Historical Representation (Съдържанието на формата: Наративният дискурс и историческата репрезентация). Baltimore: The Johns Hopkins University Press, 1987.
- Figural Realism: Studies in the Mimesis Effect (Фигуралният реализъм: Изследвания върху ефекта на мимезиса). Baltimore: The Johns Hopkins University Press, 1999.
- The Fiction of Narrative: Essays on History, Literature, and Theory, 1957 – 2007 (Фикцията на наратива: Есета върху историята, литературата и теорията, 1957 – 2007). Baltimore: The Johns Hopkins University Press, 2010 Ed. Robert Doran.
- The Practical Past. Evanston: Northwestern University Press, 2014.

### Редакция и съставителство
- The Uses of History: Essays in Intellectual and Social History (Употреби на историята: Есета по история на идеите и социална история). Detroit: Wayne State University Press, 1968. (редактор).
- Giambattista Vico: An International Symposium (Джамбатиста Вико: Международен симпозиум). Baltimore and London: Johns Hopkins University Press, 1969. (съредактор заедно с Джорджо Талякоцо).
- Representing Kenneth Burke (Представяйки Кенет Бърк). Baltimore: The Johns Hopkins University Press, 1982. (съредактор заедно с Маргарет Броуз).

### На български език
- Уайт Х., „Метаисторията (въведение)“. – сп. Език и литература, 1997, кн. 1 – 2, с.5 – 54 (от едноименната книга)
- Уайт Х., „Новият историзъм: един коментар“. – сп. Литературата, год. 3 (1996), кн. 1, с.42 – 58. (от сборника The New Historicism, Veeser H. (ed.), London: Routledge, 1989.)
- Уайт Х., „Практическото минало“. – сп. Социологически проблеми, 2010, кн. 3/4, с.122 – 140. (прев. Тодор Петков)

## За него
- Re-Figuring Hayden White, edited by Frank Ankersmit, Ewa Domanska, and Hans Kellner. ((en))
- Колева А., (2005), Реторика на историописа, София: Стигмати, с.36 – 77.
- Oliver Daddow, „Exploding history: Hayden White on disciplinization“, Rethinking History: The Journal of Theory and Practice, 1470 – 1154, Volume 12, Issue 1, 2008, Pages 41 – 58. ((en))
- Patrick Finney, „Hayden White and the Tragedy of International History“, Paper presented at the annual meeting of the International Studies Association's 49th Annual Convention; San Francisco, CA, USA, Mar 26, 2008. ((en))